# Édouard Rist
Édouard Rist (Strasburgo, 16 marzo 1871 – Parigi, 13 aprile 1956) è stato un medico francese che si è specializzato nella ricerca della tubercolosi.

## Biografia
Era il fratello dell'economista Charles Rist. Nel 1899-1890 lavorò come ispettore dei servizi sanitari in Egitto, e dopo il suo ritorno in Francia, è stato nominato capo del laboratorio presso l'Hôpital Trousseau a Parigi. Dal 1910 al 1937 è stato un medico presso l'Hôpital Laennec, e contemporaneamente servì come medico al Dispensaire Léon Bourgeois (1912-1937).
Durante la prima guerra mondiale fu lo chef de service di ospedali nella quale curò persone aventi il tifo e paratifo. Nel 1919 è stato insignito della Army Distinguished Service Medal e fu il comandante della Legione d'Onore. Nel 1933 divenne membro della Académie de médecine, di cui, servì come presidente. Il "Clinique médicale et pédagogique Édouard Rist", che si trova nel 16 ° distretto di Parigi, porta il suo nome.

## Opere principali
- Études bactériologiques sur les infections d'origine otique, 1898.
- Précis de pathologie exotique, (con Édouard Jeanselme), 1909.
- La tuberculose, 1927.
- Séméiologie élémentaire de l'appareil respiratoire, 1934.
- Les Symptômes de la tuberculose pulmonaire (clinique, physiologie, pathologique, thérapeutique), 1943.
- 25 portraits de médecins français, 1900-1950, (1955).[5]